# North Richland Hills
North Richland Hills és una població dels Estats Units a l'estat de Texas. Segons el cens del 2000 tenia 55.635 habitants.

## Demografia
Segons el cens del 2000, North Richland Hills tenia 55.635 habitants, 20.793 habitatges, i 15.407 famílies. La densitat de població era de 1.179,6 habitants/km².
Dels 20.793 habitatges en un 38% hi vivien nens de menys de 18 anys, en un 59,9% hi vivien parelles casades, en un 10,3% dones solteres, i en un 25,9% no eren unitats familiars. En el 20,4% dels habitatges hi vivien persones soles el 5,6% de les quals corresponia a persones de 65 anys o més que vivien soles. El nombre mitjà de persones vivint en cada habitatge era de 2,66 i el nombre mitjà de persones que vivien en cada família era de 3,09.
Per edats la població es repartia de la següent manera: un 27,2% tenia menys de 18 anys, un 9% entre 18 i 24, un 32,6% entre 25 i 44, un 22,3% de 45 a 60 i un 8,8% 65 anys o més.
L'edat mitjana era de 35 anys. Per cada 100 dones de 18 o més anys hi havia 93,1 homes.
La renda mitjana per habitatge era de 56.150$ i la renda mitjana per família de 64.718$. Els homes tenien una renda mitjana de 44.548$ mentre que les dones 30.392$. La renda per capita de la població era de 25.516$. Aproximadament el 3,1% de les famílies i el 4,7% de la població estaven per davall del llindar de pobresa.

## Poblacions més properes
El següent diagrama mostra les poblacions més properes.